# Promachus crassifemoratus
Promachus crassifemoratus là một loài ruồi trong họ Asilidae. Promachus crassifemoratus được Hobby miêu tả năm 1936.